# Ohrady
Ohrady este o comună slovacă, aflată în districtul Dunajská Streda din regiunea Trnava. Localitatea se află la altitudinea de 113 m deasupra n.m., se întinde pe o suprafață de 14,77 km2 și în 2017 număra 1.340 de locuitori.

## Istoric
Localitatea Ohrady este atestată documentar din 1252.

## Demografie
| An:                | 1994 | 2004   | 2014   | 2024   |
| ------------------ | ---- | ------ | ------ | ------ |
| Număr de persoane: | 1157 | 1179   | 1250   | 1362   |
| Diferență:         |      | +1,90% | +6,02% | +8,96% |

| An:                | 2023 | 2024   |
| ------------------ | ---- | ------ |
| Număr de persoane: | 1356 | 1362   |
| Diferență:         |      | +0,44% |